# Refugi del Pla de la Font
El refugi del Pla de la Font és un refugi de muntanya del terme municipal d'Alt Àneu, a la comarca del Pallars Sobirà, dins de l'antic terme de Jou.
Està situat sota el vessant nord del coll de Fogueruix a 2.016 m d'altitud i a la zona perifèrica del Parc Nacional d'Aigüestortes i Estany de Sant Maurici, el qual n'és el gestor i propietari.
Per arribar-hi cal agafar la pista forestal que surt de la carretera que va d'Espot i Jou cap a Son. Després de poc més de 8 km per pista ben senyalitzada, ens caldrà deixar el vehicle en un aparcament a uns 400 m de l'entrada del refugi. A peu també és possible arribar-hi des d'Espot en unes 3 hores i pels Prats de Pierró en 1:45 hores.
Les ascensions possibles són el Tessó de Son (2.698) en 3 hores, Pic del Pinetó (2.648) en 2 hores i l'alta Vall de Cabanes. Molts turistes, però, solen arribar-se fins al proper coll de Fogueruix (2.105) amb poc més de 10 minuts, o al boscós Pic de Quartiules (2.222) en uns 40 minuts.